# Columnea nematoloba
Columnea nematoloba là một loài thực vật có hoa trong họ Tai voi. Loài này được L.P.Kvist & L.E.Skog mô tả khoa học đầu tiên năm 1992.